# Sleze
Sleze — недовготривалий американський глем-метал-гурт із Сіетла, штат Вашингтон, що був заснований у 1984 році. Хоча Sleze були переважно кавер-групою і пережили кілька змін у складі, перш ніж змінили назву на Alice N' Chains у 1986 році і розпалися роком пізніше, їхні колишні учасники згодом створили інші гурти, зокрема, впливовий грандж-гурт Alice in Chains.

## Історія
Гурт Sleze був заснований у 1984 році гітаристами Джонні Баколасом і Золі Семанате, барабанщиком Джеймсом Бергстромом і басистом Байроном Хансеном, які навчалися у Shorewood High School. Одного разу, прогулюючись між уроками, Бергстром зустрів Кена Елмера, друга зі шкільного маршового оркестру. Елмер знав, що Бергстром і його товариші по оркестру шукають вокаліста, і запропонував їм прослухати свого зведеного брата Лейна Стейлі, який на той час носив ім'я Лейн Елмер. Елмер сказав, що Стейлі грає на барабанах, але «хоче бути співаком». Бергстром погодився, і Елмер відвідав Стейлі, щоб заохотити його спробувати себе у гурті. Незважаючи на те, що Елмер сказав Бергстрому, мати Стейлі, Ненсі МакКаллум, стверджує, що її син вагався і сказав: «Ну, я не співак», але його зведений брат відповів: «Чому б тобі все одно не спробувати?». Стейлі погодився, і прослуховування відбулося у Бергстрома вдома, де в підвалі гурту була обладнана кімната для репетицій.
Джонні Баколас давав різні інтерв'ю, згадуючи, як він та інші інструменталісти були «просто вражені» Стейлі, незважаючи на те, що він був «дуже сором'язливим, дуже боязким», оскільки дивився вниз, коли співав, але «він вкладував душу в свій голос». Баколас та інші троє інструменталістів - Бергстром, Семанате і Хансен - кажуть, що вони абсолютно впевнені, що першою піснею, яку вони зіграли зі Стейлі, була Looks That Kill Mötley Crüe, і саме в той момент вони зрозуміли, що натрапили на щось особливе.
«Коли він дійшов до частини «Now she's a cool cool black», він справді зміг попасти в ті ноти. Ми такі: «Боже мій! Це неймовірно!» зі сміхом згадує Бергстром. Тож у нас було таке відчуття: «Ось цей хлопець. У нього чудовий голос. Він класний. Він може співати по нотах. А ще у нього був хороший діапазон і він був душевним, хоча він був лише початківцем». Тож ми знали, що у нас є щось особливе, і з того моменту ми були наче на небесах, чувак. Ми стали гуртом».
Золі Семанате мав схоже враження про Стейлі, додавши: «У нього був дуже високий голос, як у Вінса Ніла, він міг дуже добре його виконувати. Так що я був щасливий». Баколас також висловив своє задоволення від того, що знайшов Стейлі, сказавши: «У Лейна була своя фішка, і я думаю, що саме це було найпривабливішим у ньому. У нього був дуже характерний голос. Я не хотів ще одного Моррісона або ще одного Роба Халфорда. Ми не шукали цього. Я не знаю, що ми шукали. Ми просто знайшли це».
Sleze пережили кілька змін у складі, перш ніж виникли дискусії про зміну назви на Alice in Chains. Першою пішов Золі Семанате, якого замінив гітарист Кріс Маркхем. Деякий час гурт продовжував виступати у складі квінтету, після чого Маркхем і Гансен також покинули гурт, а місце бас-гітариста зайняв Джим Шеппард. У якийсь момент Баколас тимчасово покинув Sleze, щоб грати на бас-гітарі в іншій групі під назвою Ascendant, яка стане його основним інструментом протягом усієї подальшої кар'єри, а Стейлі запросив свого друга Ніка Поллока грати на гітарі. Згодом Шеппард повернувся до свого іншого гурту Sanctuary, а Майк Мітчелл зайняв місце бас-гітариста до повернення Баколаса.
У 1985 році в ефірі телепрограми «Town Meeting» (укр. Міські збори) на каналі KOMO 4 Seattle, Стейлі та Баколас були присутні в студії, протестуючи проти цензури з боку PMRC (Parents Music Resource Center). Френк Заппа був запрошеним спікером, який виступав проти PMRC. У якийсь момент під час програми ведучий, Кен Шрам, дає Стейлі можливість говорити в мікрофон, і Стейлі робить наступну заяву, адресовану одній із співзасновниць PMRC і гостьовій спікерці програми, Саллі Невіус: «Я граю в рок-гурті під назвою Sleze, і навколо нашої назви існує достатньо суперечок, більше або менше, ніж навколо наших пісень. Ми щойно підписали контракт з місцевою звукозаписною компанією. Я не бачу нічого поганого в жодній з наших пісень, але я не вважаю, що хтось інший має право оцінювати наші пісні, я маю на увазі, що я єдиний, хто має право оцінювати мій альбом, у вас такого права немає».
У 1986 році, невдовзі після повернення Баколаса до гурту, вони змінили назву на Alice N' Chains через розмову Баколаса з Рассом Клаттом, який співав у іншій групі під назвою Slaughterhouse Five, про перепустки за лаштунки.

## Після Sleze
Через два дні після виходу зі Sleze гітарист Золі Семанате приєднався до панк-рок-гурту, який згодом став відомим під назвою The Dehumanizers, що привернув значну увагу всього Сіетла у 1986 році своєю піснею Kill Lou Guzzo, Джим Шеппард продовжував грати на бас-гітарі у Sanctuary аж до їхнього розпаду у 1992 році, і разом з кількома іншими учасниками цього гурту згодом заснував гурт Nevermore.
Тим часом останній відомий склад Sleze - Стейлі, Поллок, Баколас, Бергстром - продовжував існувати як Alice N' Chains, перш ніж розпався на дружніх умовах у 1987 році і перейшов до інших проектів, насамперед Alice in Chains.

## Учасники
| Засновники - Лейн Стейлі – вокал - Джонні Баколас – гітара, бас - Золі Семанате – гітара - Байрон Генсен – бас - Джеймс Берґстром – барабани | Приєдналися пізніше - Кріс Маркхем – гітара - Джим Шеппард – бас - Нік Поллок – гітара - Майк Мітчелл – бас |